# Kasteel van Joncmesnil
Het Kasteel van Joncmesnil (Château du Joncmesnil) is een kasteelachig landhuis in de tot de Belgische stad Verviers behorende plaats Lambermont, gelegen aan de Rue Bruyère du Fourneau 1.

## Geschiedenis
Het bouwwerk stamt uit 1872 en werd gebouwd in opdracht van de familie Mulle-Dewan. In 1897 kwam het aan M.F. Sagehomme, daarna aan zijn dochter, mevrouw Talmans, en vervolgens aan diens dochter, barones De Heusch de la Zangrie. In 1918 werd het gekocht door baron Louis Zurstrassen en zijn vrouw, Marie-Josèphe Le Bon de Lapointe. Zij lieten het kasteeltje nog verfraaien. Louis leidde vervolgens het familiebedrijf, omvattende een kaarderij en wolspinnerij, een firma met de naam Hauzeur-Gérard fils. Tijdens de crisisjaren '60 van de 20e eeuw kwam het kasteel in handen van een Duitse industrieel: Alfons Müller-Wipperfürth. Deze verwierf het textielbedrijf Textile de Pepinster en liet te Alleur nog een tweede textielfabriek bouwen met de naam Texter. Beide fabrieken gingen uiteindelijk failliet. In de periode 1978-1985 was het domein eigendom en woonplaats van de Duitse makelaar Herbert Hillebrand. Het kasteeltje werd uiteindelijk aan een Amerikaanse groep verkocht, waarna het geëxploiteerd werd als hotel.
Het kasteeltje is in eclectische stijl gebouwd, met een vooruitspringend vierkante torenachtig gebouw. Het is gelegen in een park.